# Kringkastingsorkestret
Kringkastingsorkestret (Kork) er et norsk orkester tilknyttet NRK (Norsk Rikskringkasting). Det vigtigste base er Store Studio på NRK's hovedkvarter i Marienlyst i Oslo.
Kringkastingsorkesteret, Kork blev grundlagt i 1946 som en 24 medlems orkester, fra ensembler under tidligere ledelse af Øivind Bergh (Bristolorkestret) og Gunnar Knudsen (Gunnar Knudsens ensemble). Øivind Bergh tjente som orkesterets første chefdirigent fra 1946 til 1976. Kringkastingsorkestret sikret i første omgang sit ry i opførelser af underholdningmusik og lettere klassisk musik. Sverre Bruland, chefdirigent fra 1976 til 1988, opretholdt orkesteret forpligtelse til at præsentere nutidig norsk musik for publikum gennem radio og Tv.
I 2012, består Kork af 54 musikere. Den nuværende chefdirigent for Kork er danske Thomas Søndergård, med ansvar for mindst seks koncerter hvert år. Søndergård er planlagt til at slutte hans embedstid med Kork efter 2011-2012 sæsonen. Kork's nuværende gæstedirigent er Andrew Manze, siden 2008. Kork's nuværende administrator er Rolf Lennart Stensø.
Ud over koncerter og kommercielle optagelser, udfører orkestret hvert år på Nobels fredspris Koncert. Kork har også arbejdet på forskøllige områder inden klassisk musik, populærmusik, rock og jazz.

## Chefdirigenter
- Øivind Bergh (1946–1976)
- Sverre Bruland (1976–1988)
- Avi Ostrowsky (1989–1992)
- Ari Rasilainen (1994–2002)
- Rolf Gupta (2003–2006)
- Thomas Søndergård (2009–2012)
- Miguel Harth-Bedoya (2013–2020)
- Petr Popelka (2020–)

## Soloblæsere
- Fløjte: Alf Andersen 1946–1962, Per Øien 1962–1967, John Tonsjø 1967–1994, Tom Ottar Andreassen 1994–2015
- Obo: Bjarne Lian 1946–1968, Tom Klausen 1968–1980, Trygve Aarvik 1980–
- Klarinet: Seedon Thalmann 1946–1970, Harald Bergersen 1970–1977, Magne Nesøen 1977–2004, Bjørn Nyman 2004–
- Fagot: Egil Staal 1946–1968, Oddvar Mikalsen 1968–1994, Sigyn Birkeland 1994–2008,
- Horn: Ivar Bratlie 1953–1969, Rigmor Heistø Strand 1969–2009, Julius Pranevicius 2009–, Dette Alpheis
- Trompet: Haakon Buntz 1946–1966, Christian Beck 1967–2001, Stian Eilertsen, Odd Nilsen
- Trombone: Gunnar Rugstad 1946–1968, Tore Nilsen 1968–2002, Sverre Riise 2002–
- Tuba: Thomas Røisland 1998-2013, Andreas Brattland 2015-